# برجوک
بُرجوک یکی از روستاهای کوچک و قدیمی در استان خراسان رضوی و از توابع دهستان کاخک درشهرستان گناباد می‌باشد. این روستا در فاصله ۱۳ کیلومتری مرکز دهستان کاخک و ۲۵ کیلومتری مرکز شهرستان گناباد در نزدیکی جاده آسیایی (سنتو) محور گناباد- قاین واقع شده‌است. این روستا منطبق بر عرض جغرافیایی '۱۱/۳۴ و طول جغرافیایی '۴۷/۵۸ است و در ارتفاع ۱۲۹۰ متر از سطح دریا قرار دارد.
برجوک  بنا به آنچه که بزرگان روستا از اجدادشان نقل می‌کنند روستایی دیرینه و کهن بوده که در ادوار گذشته بر اثر حوادث مختلف (طبیعی و غیر طبیعی)چند بار ویران و خالی از سکنه شده ولی دوباره بازساری و رونق گرفته‌است.برجوک از منظر جغرافیایی روستایی نیمه جلگه‌ای و در حاشیه کویر است .مردم آن از اعصار گذشته تا به حال عمدتاً از راه دامداری و کشاورزی ارتزاق می‌نمایند.در سالیان اخیر با خشک سالی‌های پیاپی و کم شدن آب قنات، کشاورزی در آن از رونق افتاده و مردم بیشتر به سمت دامداریهای نیمه صنعتی روی آورده‌اند. 

## جمعیت
در سال ۱۳۸۵ ، ۹۱ نفر جمعیت داشته و جمعیت سال ۱۳۵۵ آن نیز ۸۹ نفر بوده‌است. در سالیان اخیر جوانان به ماندن در روستا رغبت بیشتری نشان می‌دهند اما مشکل عمده آن‌ها نداشتن زمین برای ساخت مسکن می‌باشد زیرا روستا از چهار طرف محصور بین کوه،سیل بند،رودخانه و زمین‌های کشاورزی بوده و عملاً هر ساخت وسازی منوط به  تخریب ساختمانی قدیمی است.متأسفانه چند سال قبل مسجد قدیمی روستا که مسجدی بسیار زیبا و جزء آثار باستانی شهرستان بود بعلت کمبود زمین جهت ساخت مسجد و حسینیه بزرگتر تخریب گردید.تقریباً تمام مردم روستا به لحاظ نسبی یا سببی خویشاوند هستند که می‌توان از بررسی نام خانوادگی مردم روستا بسهولت به این موضوع پی برد.قریب به اتفاق نام خانوادگی مردم حاجی علی وایزدپناه است. برجوک علی‌رغم جمعیت کم دارای دو شهید به نام‌های شهید حسن ایزد پناه و شهید حسن حاجی علی می‌باشد. 

## محصولات
محصولات اصلی روستای برجوک پنبه، زعفران، گندم و جو، جالیز و چغندر و فراورده‌های دامی است که خربزه‌ها و هندوانه‌های شیرین دیم آن در شهرستان مشهور است. وسعت اراضی این روستا ۷۵ هکتار است و آب آن از قنات تأمین می‌شود.
در چند سال اخیر علی‌رغم کم آب شدن قنات و از رونق افتادن کشاورزی ،بارش بارانهای سیل آسا در فصل بهار موجب آبگیری بندسارهای روستا و شیرین شدن کام مردم با صیفی جات دیم آن شده‌است.

## امکانات
آب لوله کشی ، برق ،حمام عمومی ، دبستان ، مسجد ، تلفن بیسیم و آب انبار(شرب) از امکانات آن می‌باشد. مردم برای رفت‌وآمد به شهر از اتومبیل شخصی استفاده می‌کنند.

## تصاویر

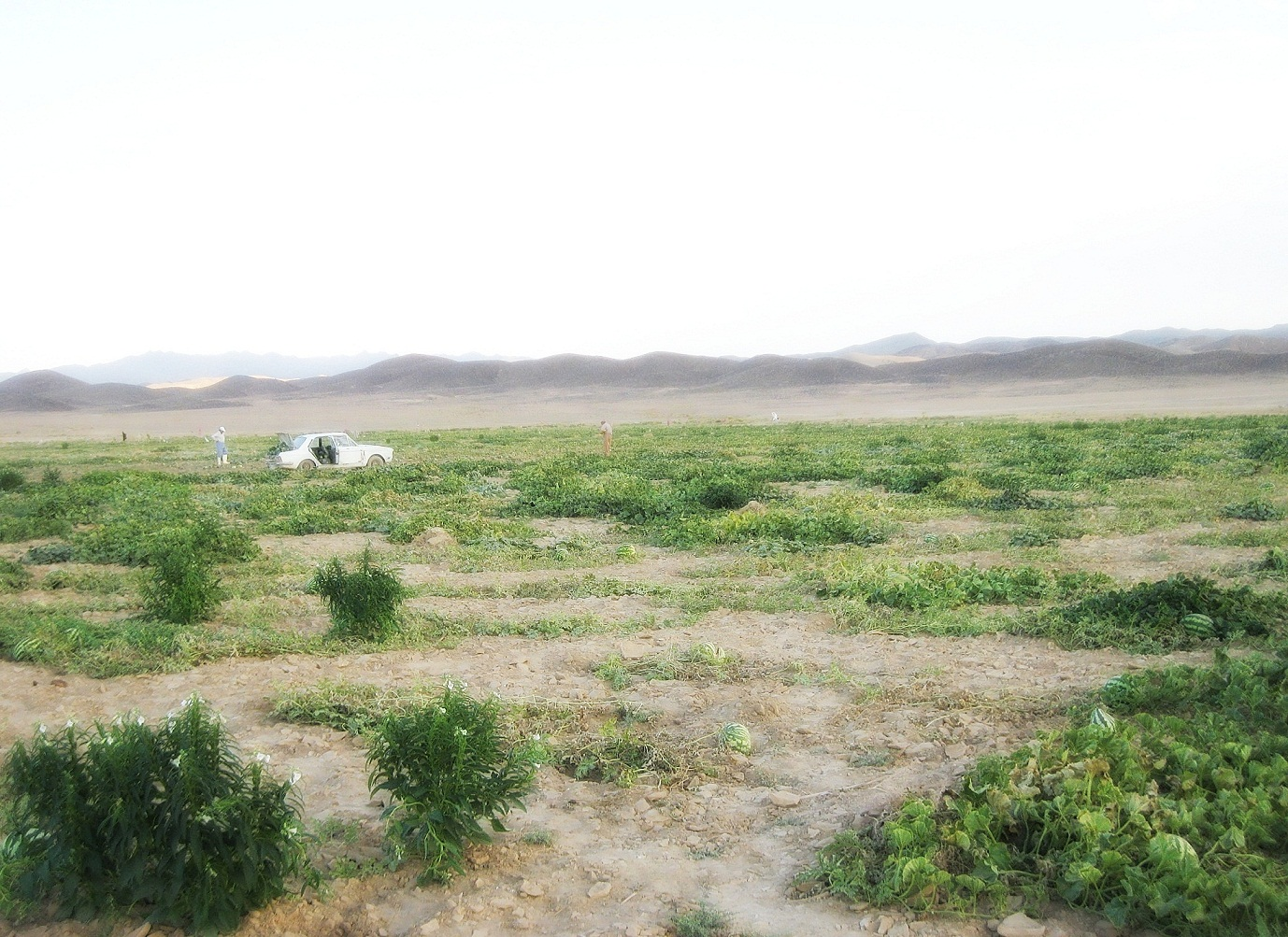
جالیز دیم روستای برجوک
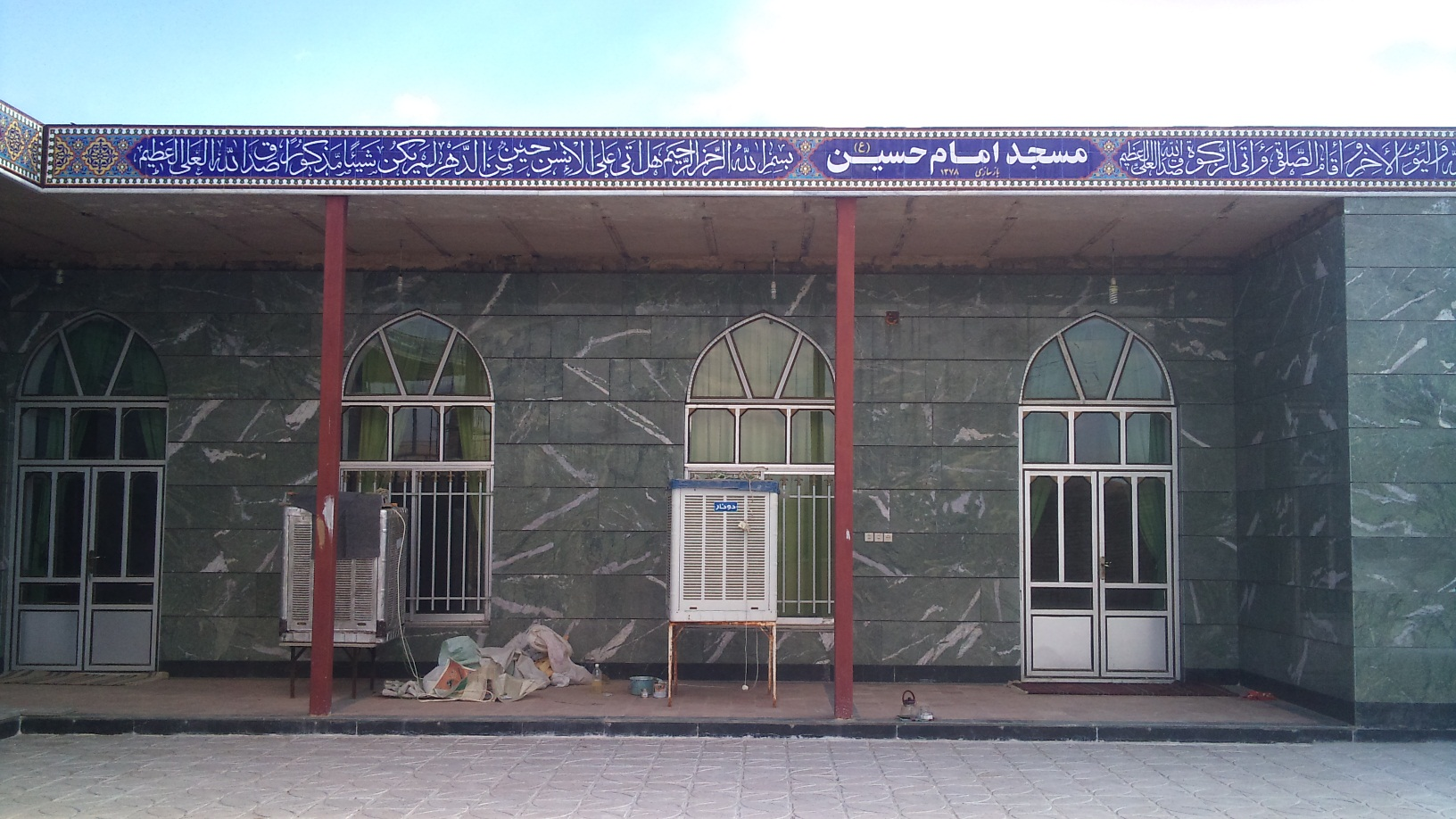
مسجد روستای برجوک